# Marcus Élieser Bloch
Pour les articles homonymes, voir Bloch.

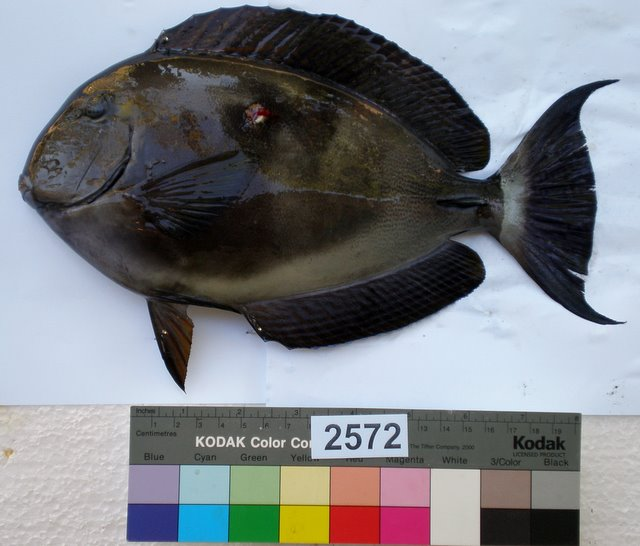
Acanthurus blochii, un poisson nommé en l'honneur de Bloch par Achille Valenciennes en 1835, un exemple d'espèce qui lui a été dédiée, parmi d'autres

Marcus Élieser Bloch est un médecin et un naturaliste allemand, né en 1723 à Ansbach et mort le 6 août 1799 à Karlsbad. Il est considéré comme l'un des principaux ichtyologistes du XVIIIe siècle.

## Biographie
Issu d'un milieu juif très modeste, il est presque illettré, et à l'âge de neuf ans, il est incapable de lire l'allemand. Ses quelques connaissances en hébreu et en littérature rabbinique lui permettent d'obtenir un poste de précepteur dans la maison d'un chirurgien juif de Hambourg. Là, il y apprend l'allemand et un peu de latin, il commence aussi à étudier l'anatomie. Il part pour Berlin où il se consacre à l'étude de toutes les branches de l'histoire naturelle et à la médecine. Il passe son titre de docteur en médecine à l'université de Francfort-sur-l'Oder en 1747, devenant ainsi l'un des rares juifs de l'époque à accéder au titre de docteur . Il s'installe ensuite à Berlin où il exerce la médecine.
Il publie un traité de médecine en 1774 à Berlin, Medicinische Bemerkungen, Nebst einer Abhandlung vom Pyrmonter Sauerbrunnen mais se consacre dès lors aux sciences naturelles et particulièrement à l'étude des poissons.
En 1782, il publie un ouvrage sur les vers parasitaires intestinaux intitulé Abhandlung von der Erzeugung der Eingeweidewürmer und den Mitteln wider dieselben.
Son œuvre la plus connue est le travail encyclopédique qu'il publie entre 1783 et 1795, Allgemeine Naturgeschichte der Fische (Histoire naturelle des poissons publié en français en 1796), en douze volumes. Ses magnifiques illustrations peintes à la main, l'ouvrage rassemble 432 planches, en font l'un des plus beaux ouvrages jamais publiés sur les poissons.
Les trois premiers volumes décrivent les poissons d'Allemagne et sont intitulés Oekonomische Naturgeschichte der Fische Deutschlands. Les autres volumes traitent des poissons des autres régions du monde et sont intitulés Naturgeschichte Ausländischer Fische.
Bloch finance la parution des premiers volumes mais n'est pas capable de faire face au coût important du projet. Il est alors soutenu par des membres de la noblesse et de la communauté scientifique qui le financent. Chaque planche porte ainsi le nom d'une personne ayant participé à son financement.
Après la publication de cette somme, Bloch décide de réaliser le catalogue de toutes les espèces connues. Il sera publié par son collaborateur Johann Gottlob Schneider (1750-1822) sous le titre de M.E. Blochii System Ichthyologia ; 1 519 espèces y sont décrites.
La collection de Bloch d'environ 1 500 spécimens est aujourd'hui conservée au musée d'histoire naturelle de Berlin.

### Liste partielle des publications
- 1801 : avec Johann Gottlob Schneider (1750-1822), M. E. Blochii, Systema Ichthyologiae iconibus cx illustratum.
- Post obitum auctoris opus inchoatum absolvit, correxit, interpolavit Jo. Gottlob Schneider, Saxo. Berolini

[Berlin]. Sumtibus Austoris Impressum et Bibliopolio Sanderiano Commissum. i–lx + 1–584, 110 pl.
Une petite sélection des planches a été rééditée :
- Marcus Elieser Bloch (2002). Les Poissons, Bibliothèque de l'image : 69 p.  (ISBN 2-914239-03-3)

### Orientation bibliographique
- Ellen B. Wells (1981). M.E. Bloch’s Allgemeine Naturgeschichte der Fische: a study, History in the Service of systematics. Papers from the Conference to celebrate the Centenary of the British Museum (Natural History). 13-16 April, 1981 (Alwyne Wheeler et James H. Price dir.), Society for the Bibliography of Natural History (Londres) : 7-13.  (ISBN 0-90-184305-9)